# Systena laevis
Systena laevis är en skalbaggsart som beskrevs av Blake 1935. Systena laevis ingår i släktet Systena och familjen bladbaggar. Inga underarter finns listade i Catalogue of Life.